# Meropidae
Los merópidos (Meropidae) son una familia de aves del orden Coraciiformes que comprende los abejarucos, especializados en comer insectos voladores, sobre todo abejas. La mayoría de las especies se encuentran en África pero también existen en el sur de Europa, Madagascar, Australia y Nueva Guinea. Se caracterizan por sus plumajes de ricos colores, cuerpos delgados y usualmente colas con plumas centrales largas. Todos son coloridos y tienen picos curvados hacia abajo y alas puntiagudas, que les dan apariencia de golondrinas cuando se ven de lejos.
Como su nombre indica, los abejarucos se alimentan principalmente de insectos voladores, sobre todo abejas y avispas, que capturan al vuelo desde una percha abierta. El aguijón del insecto se extrae golpeándolo y rozándolo repetidamente contra una superficie dura. Durante este proceso, se aplica presión al cuerpo del insecto, descargando así la mayor parte del veneno.
La mayoría de los abejarucos son gregarios. Forman colonias, anidando en madrigueras excavadas en bancos verticales de arena, a menudo a la orilla de un río o en terreno llano. Como suelen vivir en colonias, pueden verse muchos nidos juntos. Los huevos son blancos y la puesta suele constar de cinco. La mayoría de las especies son monógamas, y ambos padres cuidan de sus crías, a veces con la ayuda de aves emparentadas de la colonia.
Los abejarucos pueden morir a manos de raptores; sus nidos son asaltados por roedores, comadrejas, martas y serpientes, y pueden ser portadores de diversos parásitos. Algunas especies se ven afectadas negativamente por la actividad humana o la pérdida del hábitat, pero ninguna cumple los criterios de vulnerabilidad de la Unión Internacional para la Conservación de la Naturaleza, por lo que todas se evalúan como "menor preocupación". Su llamativo aspecto hace que hayan sido mencionadas por escritores antiguos e incorporadas a la mitología.

## Descripción
Las especies de Meropidae, como el abejaruco de frente blanca, suelen tener una barra negra que atraviesa el ojo.
Los abejarucos son un grupo morfológicamente bastante uniforme. Comparten muchos rasgos con los Coraciiformes con los que están emparentados, como los martines pescadores y los rollers, ya que son de cabeza grande (aunque menos que sus parientes), cuello corto, plumaje brillante y patas cortas. Sus alas pueden ser redondeadas o puntiagudas, y su forma está estrechamente relacionada con el hábitat de alimentación preferido de la especie y sus tendencias migratorias. Las alas más cortas y redondeadas se encuentran en especies sedentarias que suelen realizar vuelos cortos para buscar alimento en bosques densos y cañaverales. Las de alas más alargadas son más migratorias. Todos los abejarucos son muy aéreos; despegan con fuerza desde las perchas, vuelan directamente sin ondulaciones y son capaces de cambiar de dirección con rapidez, aunque rara vez haven vuelo estacionario.
Las plumas de vuelo del ala comprenden 10 primarias, la más externa muy pequeña, y 13 secundarias, y hay 12 plumas en la cola.
El pico de los abejarucos es curvado, largo y termina en una punta afilada. El pico puede morder fuertemente, sobre todo en la punta, y se utiliza como un par de pinzas con las que arrebatar insectos del aire y aplastar presas más pequeñas. Sus cortas patas son débiles y, cuando se desplaza por el suelo, apenas arrastra los pies. Las patas tienen garras afiladas que utilizan para posarse en superficies verticales y también para excavar nidos.
El plumaje de la familia es generalmente muy brillante y en la mayoría de las especies es principalmente o al menos parcialmente verde, aunque los dos abejarucos carmín son principalmente de color rosa. La mayoría de los abejarucos de meropidae tienen una barra negra que atraviesa el ojo y muchos tienen la garganta y la cara de colores diferentes. La extensión del verde en estas especies varía desde casi completo en el abejaruco verde hasta apenas verde en el abejaruco de garganta blanca. Tres especies del África ecuatorial no tienen nada de verde en el plumaje: el abejaruco negro, el abejaruco de cabeza azul y el abejaruco rosado. Muchas especies tienen las plumas centrales de la cola alargadas.
Hay poca diferencia visible entre los sexos en la mayor parte de la familia, aunque en varias especies el iris es rojo en los machos y rojo pardo en las hembras, y en las especies con plumas en la cola éstas pueden ser ligeramente más largas en los machos. Tanto el abejaruco europeo como el de barba roja presentan diferencias en el color del plumaje en función del sexo, y la hembra del abejaruco arco iris tiene la cola más corta que el macho, que termina en forma de garrote. Puede haber casos en los que los abejarucos sean sexualmente dicromáticos en la parte ultravioleta del espectro de color, que los humanos no pueden ver. Un estudio sobre el abejaruco de cola azul descubrió que los machos eran más coloridos que las hembras en la luz ultravioleta. Su color general también se veía afectado por la condición corporal, lo que sugiere que existe un componente de señalización en el color del plumaje. Los juveniles suelen ser similares a los adultos, excepto en las dos especies de Nyctyornis, en las que los jóvenes tienen un plumaje principalmente verde.
El canto de los abejarucos es característico de cada especie. La mayoría suenan simples al oído humano, pero muestran una variabilidad significativa cuando se estudian en detalle, aportando información importante para las aves.

## Historia natural
Además de las abejas, como sugiere el nombre, comen avispas y cualquier insecto volador que atrapan en vuelo súbito desde una percha despejada. Pero las abejas melíferas son su dieta predominante. La distribución de los abejarucos es casi idéntica a la distribución natural original de las cuatro especies de abejas más comunes [cita requerida]. Fry et al. plantean que 20 estudios separados de las dietas de 16 tipos de abejarucos, muestran que los Hymenoptera (hormigas, abejas y avispas) constituyen del 20 al 96 % de todos los insectos comidos, y que las abejas melíferas eran en promedio alrededor de un tercio de los himenópteros consumidos.
Antes de tragarse la presa, un abejaruco le quita el aguijón golpeando repetidamente el insecto contra una superficie dura. En este proceso, la presión que le aplica al insecto va extrayendo la mayor parte del veneno. Notablemente, los abejarucos sólo capturan sus presas en vuelo, pero si esos mismos insectos no están volando los ignoran.
Los abejarucos son gregarios. Forman colonias anidando en túneles excavados en los lados de banquinas arenosas, como las que se forman al colapsar los bordes de un río. Gran número de estos agujeros pueden verse a menudo juntos, con las huellas blancas, por el reguero de sus deposiciones, acentuando las entradas. La puesta es de 2 a 9 huevos (dependiendo de la especie) blancos. La mayoría de las especies son monógamas y ambos padres cuidan sus hijos.

## Distribución y hábitat

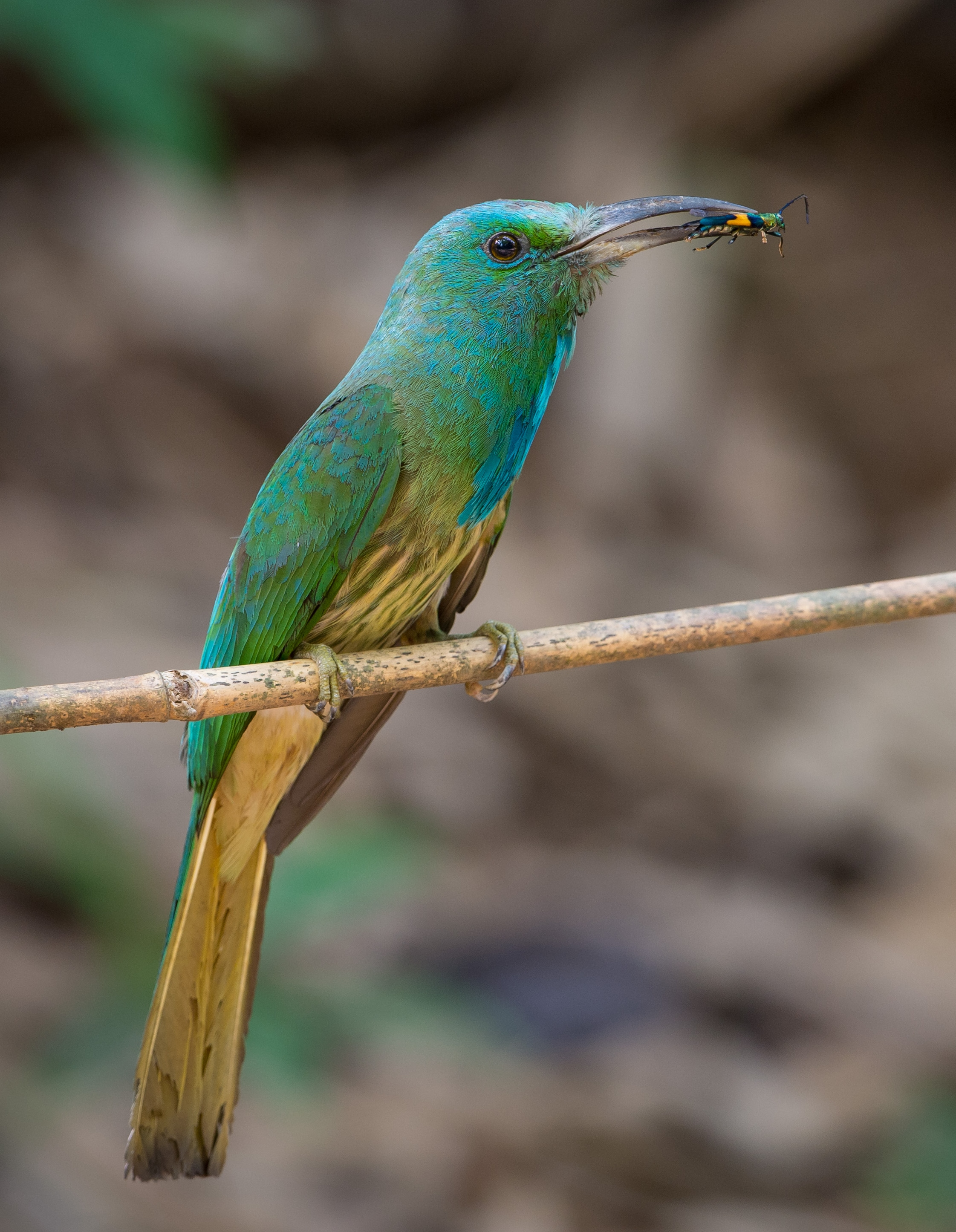
El abejaruco barbiazul está asociado a los bosques, donde busca alimento en hábitats de borde.

Los abejarucos se distribuyen por el Viejo Mundo, desde Europa hasta Australia. El centro de diversidad de la familia es África, aunque también hay algunas especies en Asia. Hay una sola especie en Europa (el abejaruco europeo), Australia (el abejaruco australiano) y Madagascar (el abejaruco malgache, que también se encuentra en África continental). De los tres géneros, Merops, que cuenta con la mayoría de las especies, se encuentra en toda la distribución de la familia,  Nyctyornis está restringido a Asia, desde la India y el sur de China hasta las islas indonesias de Sumatra y Borneo. El género Meropogon tiene una sola especie restringida a Sulawesi en Indonesia.
Los abejarucos son bastante indiscriminados a la hora de elegir su hábitat. Sus requisitos son simplemente una percha elevada desde la que observar a sus presas y un sustrato adecuado en el que excavar su madriguera de cría. Como capturan sus presas al vuelo, no dependen de ningún tipo de vegetación. Una sola especie, el abejaruco cabeciazul, se encuentra en el interior de la selva cerrada, donde busca comida cerca del suelo, con poca luz, en los huecos entre los grandes árboles. Otras seis especies también están estrechamente asociadas con la selva tropical, pero se encuentran en hábitats de borde, como a lo largo de los ríos, en huecos de árboles caídos, en árboles que sobresalen de barrancos o en copas de árboles emergentes por encima del dosel principal.
Todas las especies que crían en zonas subtropicales o templadas de Europa, Asia y Australia son migratorias. Los abejarucos europeos que crían en el sur de Europa y Asia migran a West y África meridional. Otra población de la misma especie se reproduce en Sudáfrica y Namibia; estas aves se desplazan hacia el norte tras la reproducción. En Australia, el abejaruco arco iris es migratorio en las zonas meridionales de su área de distribución, migrando a Indonesia y Nueva Guinea, pero está presente todo el año en el norte de Australia. Varias especies de abejarucos son migratorias intraafricanas; el abejaruco de garganta blanca, por ejemplo, se reproduce en el extremo sur del Sáhara e inverna más al sur en la selva tropical ecuatorial.  La migración más inusual es la del abejaruco carmensí meridional, que tiene una migración en tres etapas; después de criar en una banda entre Angola y Mozambique se desplaza hacia el sur hasta Botsuana, Namibia y Sudáfrica antes de desplazarse hacia el norte hasta sus principales zonas de invernada en el norte de Angola, Congo y Tanzania.

## Taxonomía

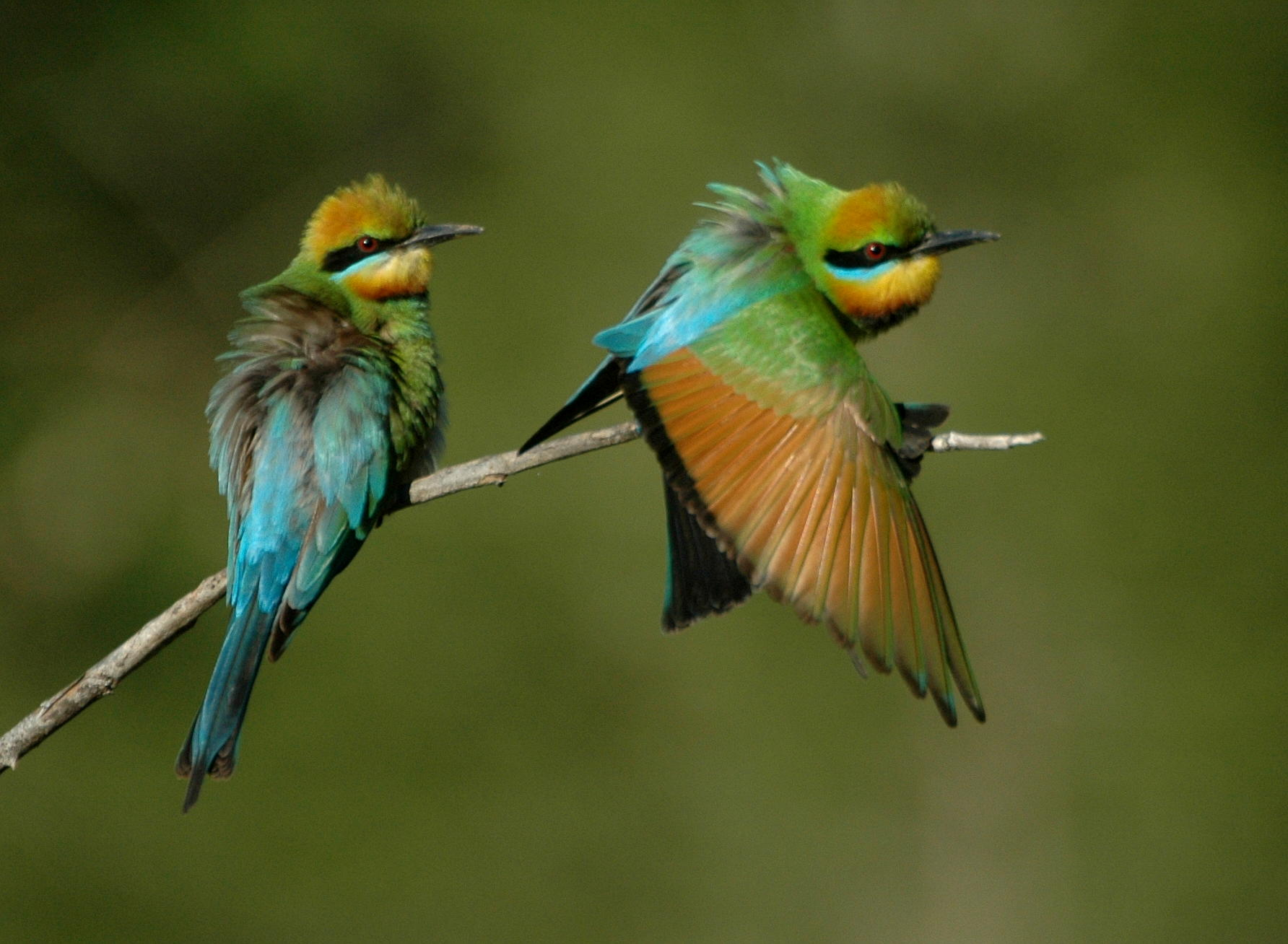
Abejarucos arco iriss, una especie de Merops

La familia Meropidae contiene 27 especies en tres géneros distribuidos en dos subfamilias, Nyctyornithinae (los abejarucos barbudos, que en las últimas versiones de la lista de Charles Sibley se separan con el estatus de familia Nyctyornithidae) y Meropinae (los abejarucos típicos).
Los abejarucos fueron nombrados por primera vez como grupo científico por el polímata francés Constantine Samuel Rafinesque-Schmaltz. Constantine Samuel Rafinesque-Schmaltz, que creó la subfamilia Meropia para estas aves en 1815. El nombre, ahora modernizado como Meropidae, deriva de Merops, el griego antiguo para "abejaruco", y el término inglés "bee-eater" se registró por primera vez en 1668, refiriéndose a la especie europea.

Se ha considerado que los abejarucos están emparentados con otras familias, como rollers, hoopoes y kingfishers, pero los antepasados de esas familias divergieron de los abejarucos hace al menos cuarenta millones de años, por lo que cualquier relación no es estrecha. La escasez de fósiless no es de gran ayuda. Se han encontrado fósiles de abejarucos del Pleistoceno (hace 2.588.000 a 11.700 años) en Austria, y hay especímenes del Holoceno (desde hace 11.700 años hasta la actualidad) de Israel y Rusia, pero todos han resultado ser del actual abejaruco europeo. Las opiniones sobre los parientes más cercanos del abejaruco han variado. En 2001, Fry consideró que los martines pescadores eran los más probables, mientras que un amplio estudio publicado en 2008 concluyó que los abejarucos son hermana de todos los demás Coraciiformes (rodillos, rodillo de tierras, todies, motmots y martines pescadores). Un libro de 2009 apoyó la afirmación de Fry, pero luego un estudio posterior de 2015 sugirió que los abejarucos son hermanos de los rodillos.Los trabajos de 2008 y 2015 vincularon ambos a los martines pescadores con los motmots del Nuevo Mundo.
Subfamilia Nyctyornithinae
- Nyctyornis amictus - abejaruco barbirrojo;
- Nyctyornis athertoni - abejaruco barbiazul;
- Meropogon forsteni - abejaruco de Célebes;

Subfamilia Meropinae
- Merops pusillus - abejaruco chico;
- Merops persicus - abejaruco persa;
- Merops orientalis - abejaruco esmeralda;
- Merops albicollis - abejaruco gorgiblanco;
- Merops hirundineus - abejaruco golondrina;
- Merops philippinus - abejaruco coliazul;
- Merops gularis - abejaruco negro;
- Merops muelleri - abejaruco cabeciazul;
- Merops bulocki - abejaruco gorgirrojo;
- Merops bullockoides - abejaruco frentiblanco;
- Merops variegatus - abejaruco pechiazul;
- Merops oreobates - abejaruco montano;
- Merops breweri - abejaruco cabecinegro;
- Merops revoilii - abejaruco somalí;
- Merops boehmi - abejaruco de Boehm;
- Merops viridis - abejaruco gorgiazul;
- Merops superciliosus - abejaruco malgache;
- Merops ornatus - abejaruco australiano;
- Merops apiaster - abejaruco europeo o común;
- Merops leschenaulti - abejaruco cabecirrufo;
- Merops malimbicus - abejaruco de Malimba;
- Merops nubicus - abejaruco carmesí norteño;
- Merops nubicoides - abejaruco carmesí sureño.

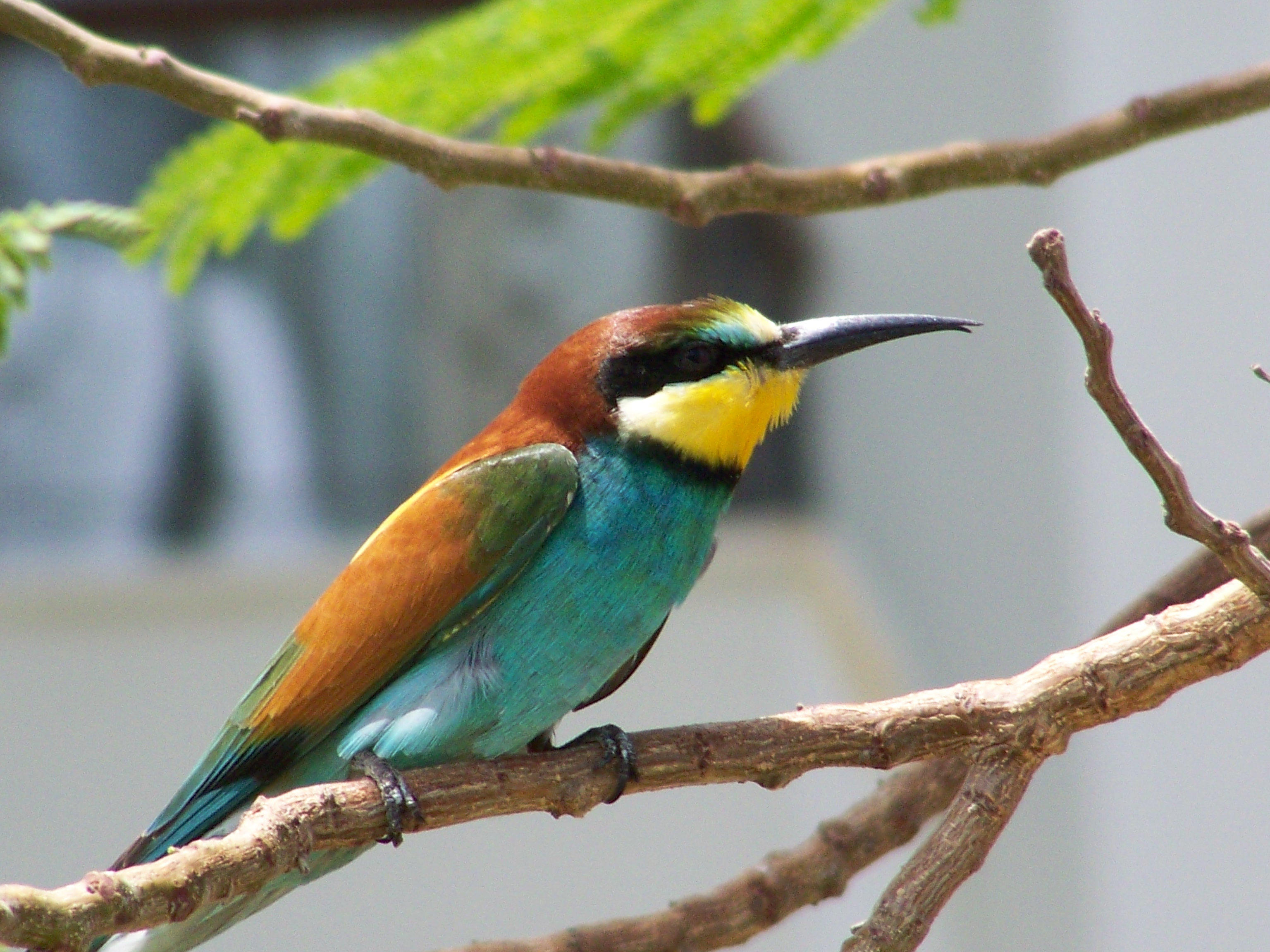
Merops apiaster
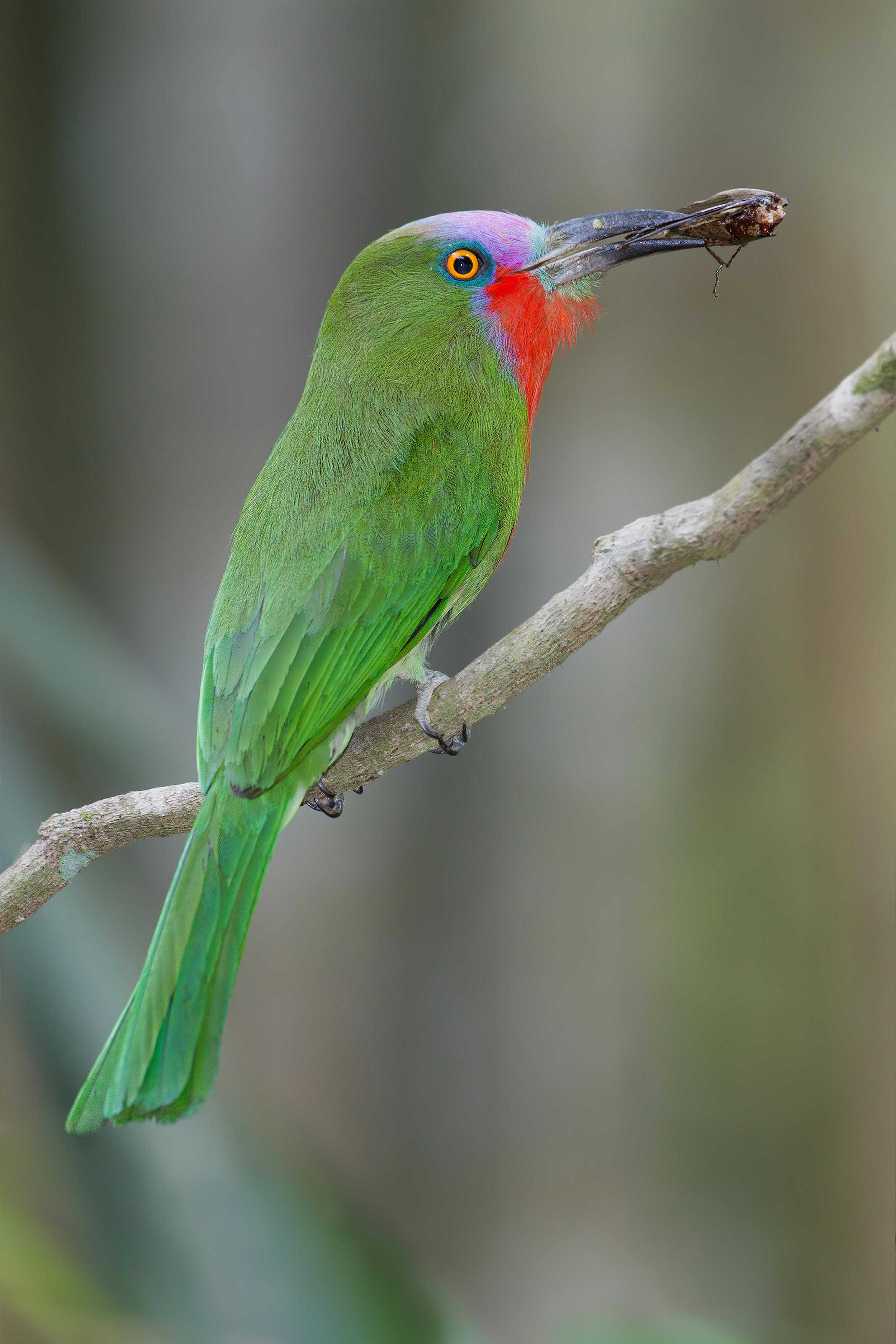
Nyctyornis amictus
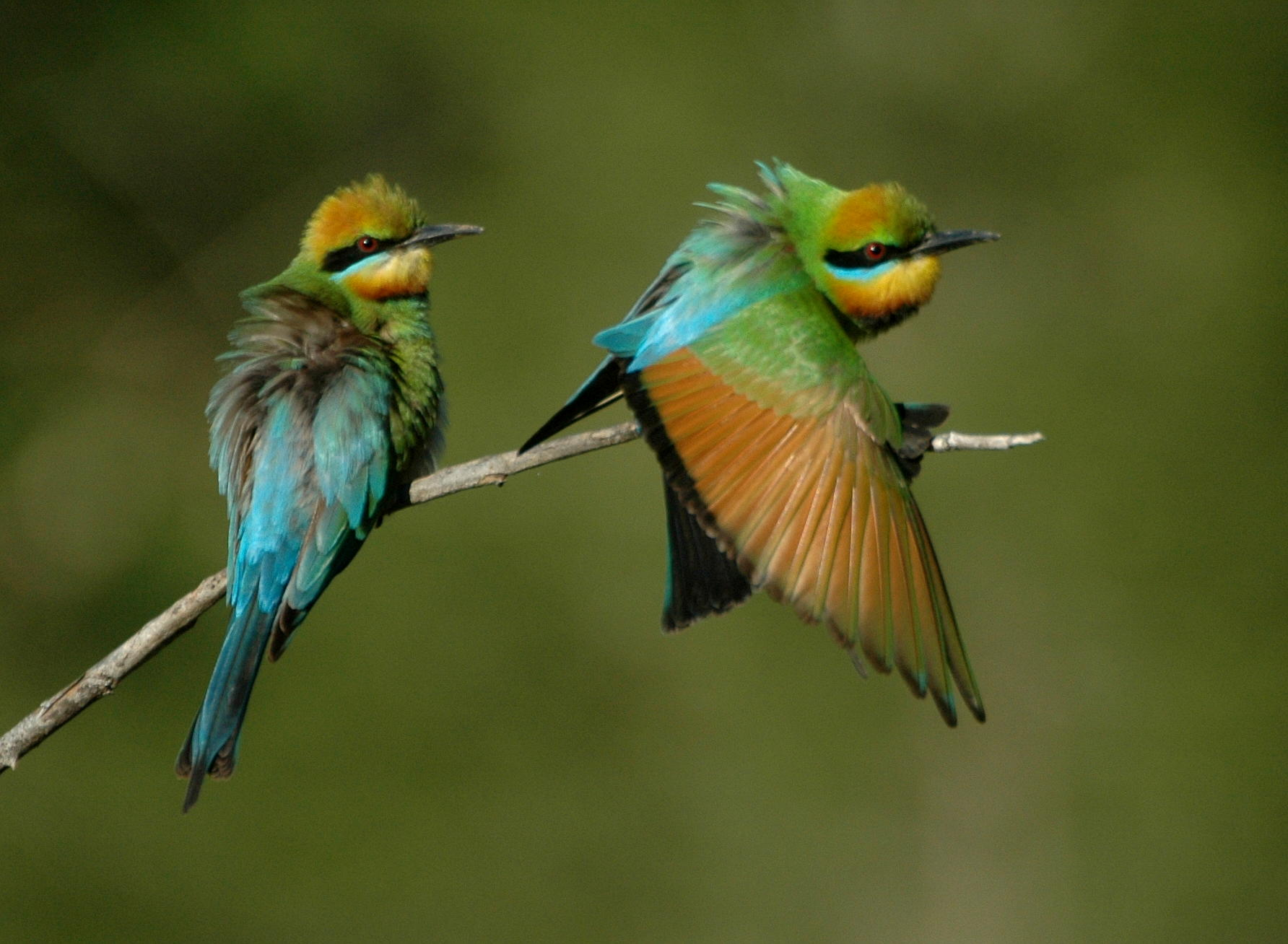
Merops ornatus
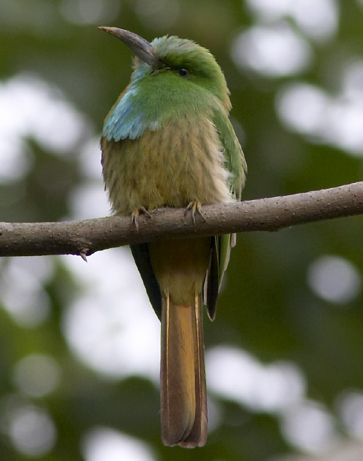
Nyctyornis athertoni
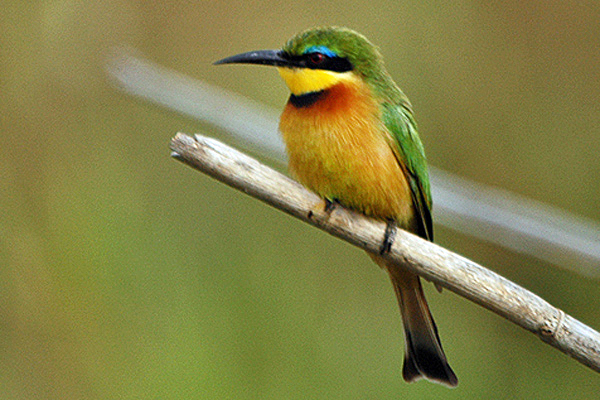
Merops pusillus
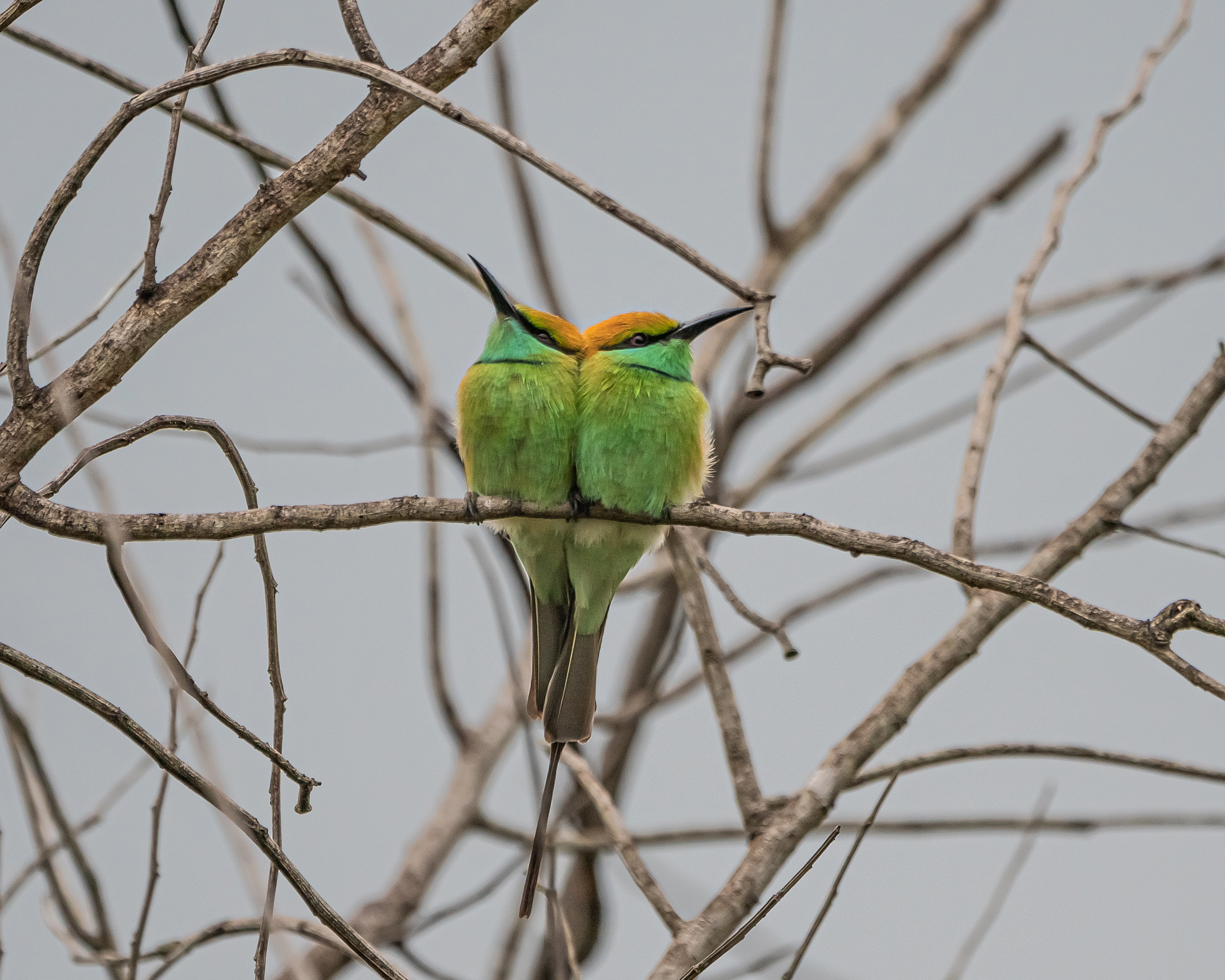
Merops orientalis
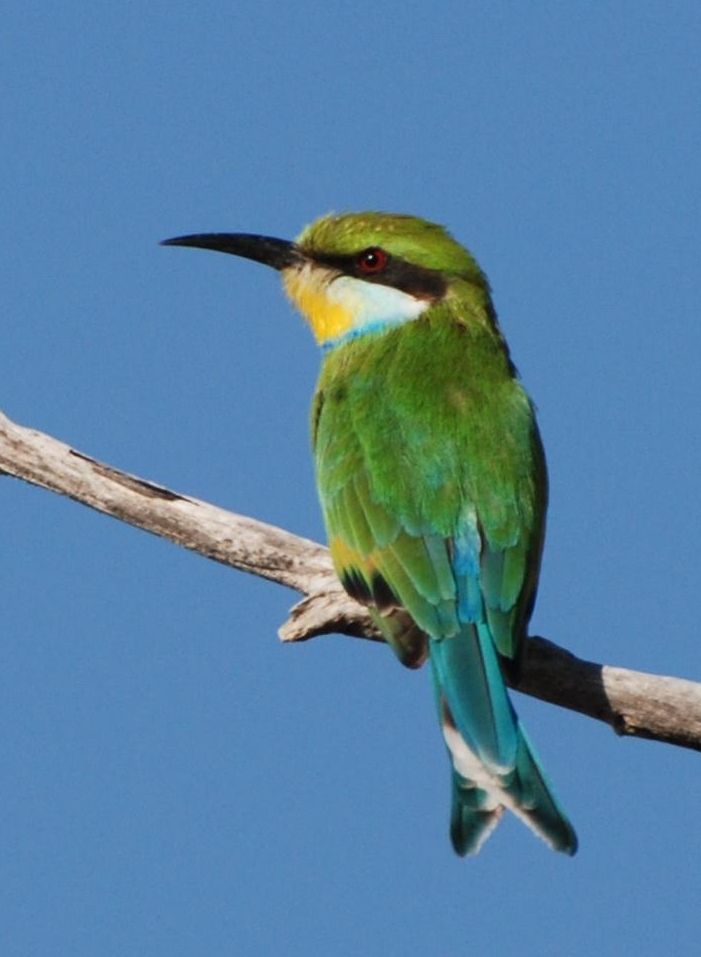
Merops hirundineus
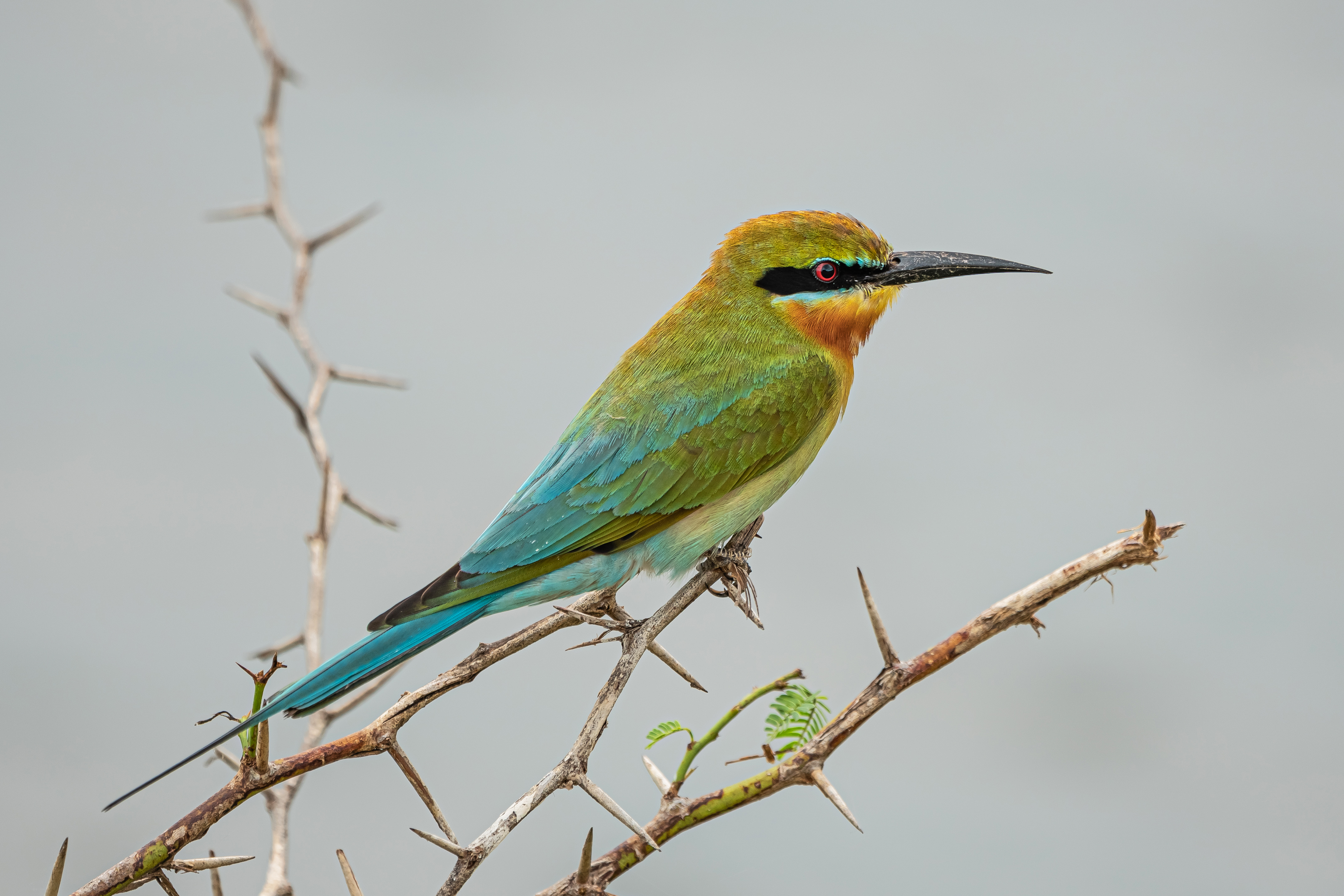
Merops philippinus

## En la cultura

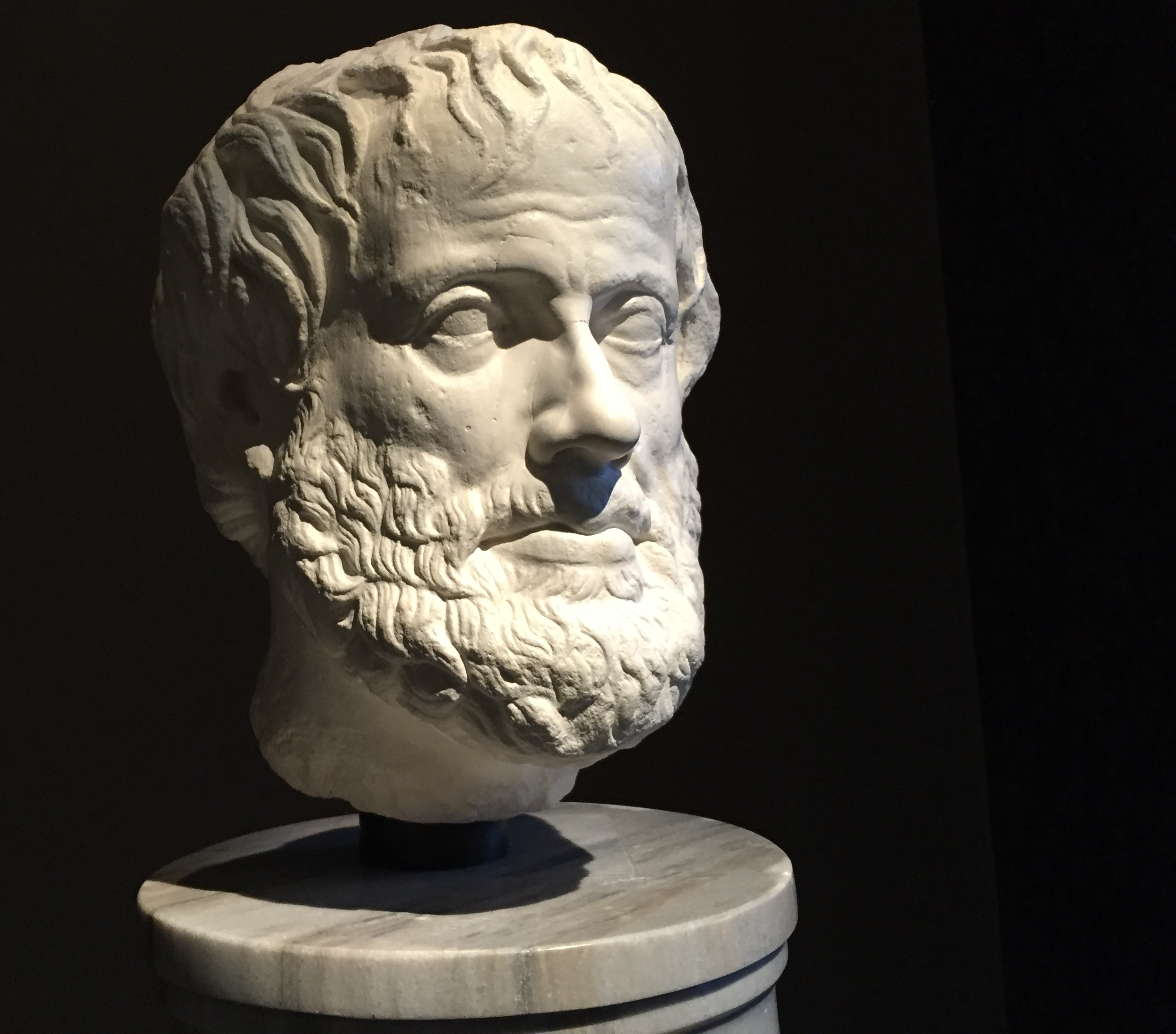
Aristóteles aconsejaba matar a los abejarucos para proteger colmenas.

Los abejarucos fueron mencionados por escritores antiguos como Aristóteles y Virgilio, quienes aconsejaron a los apicultores matar a las aves. Aristóteles sabía que los abejarucos anidaban al final de túneles de hasta 2 m (6,6 pies) de largo y del tamaño de su nidada. Decía que los adultos que anidaban eran alimentados por sus propias crías, basándose en la ayuda real observada en el nido por parte de aves emparentadas.
En la mitología griega, el Botres de Tebas  fue golpeado mortalmente por su padre cuando profanó un sacrificio ritual de un carnero al dios Apolo probando los sesos de la víctima. El dios se apiadó de él, convirtiéndolo en un comedor de abejas.
Los antiguos egipcios creían que los abejarucos tenían propiedades medicinales, prescribiendo la aplicación de grasa de abejaruco para disuadir a las moscas que picaban, y tratando los ojos con el humo de patas de abejaruco carbonizadas para curar una dolencia femenina no especificada.
En el hinduismo, se pensaba que la forma del pájaro en vuelo se asemejaba a un arco, con el largo pico como una flecha. Esto dio lugar a un nombre sánscrito que significa «arco de Vishnu» y a una asociación con dioses arqueros. Se creía que los difamadores eran reencarnados como comedores de abejas, debido al veneno metafórico que llevaban en la boca.
Son raras las representaciones en el arte clásico de aves tan llamativas. El único ejemplo conocido del Antiguo Egipto es un relieve, probablemente de un pequeño abejaruco verde, en una pared del templo funerario de la reina Hatshepsut, y en la villa de Agripina se encontró un mural de principios de Roma que representaba abejarucos de mejillas azules. Los abejarucos han sido representados en los sellos de correos de al menos 38 países, siendo los abejarucos europeo y carmín los temas más comunes, con 18 y 11 países respectivamente.